# The Bridge – America
The Bridge – America (Originaltitel: The Bridge) ist eine US-amerikanische Krimiserie von Meredith Stiehm und Elwood Reid. Sie basiert auf der dänisch-schwedischen Krimiserie Die Brücke – Transit in den Tod und versetzt die Handlung auf die Grenze zwischen den Vereinigten Staaten und Mexiko. In den Hauptrollen sind Diane Kruger und Demián Bichir zu sehen. Die Erstausstrahlung erfolgte am 10. Juli 2013 auf dem Kabelsender FX, während die deutschsprachige Ausstrahlung am 18. Juli 2013 beim Bezahlfernsehsender FOX begann.

## Handlung
Auf der Bridge of the Americas an der mexikanisch-US-amerikanischen Grenze bei El Paso (USA) und Ciudad Juárez (Mexiko) wird eine Leiche gefunden, die genau auf der Grenzlinie geteilt ist. Schnell stellt sich heraus, dass es sich um zwei verschiedene Frauenleichen handelt, die vor Ort zu scheinbar einer zusammengelegt wurden. Die US-amerikanische Polizistin Sonya Cross und der mexikanische Polizist Marco Ruiz ermitteln gemeinsam. Nach Lösung dieses Falls gegen Ende der ersten Staffel leitet ein Nebenhandlungsstrang zur zweiten Staffel über.

## Besetzung und Synchronisation
| Rollenname            | Schauspieler/in    | Synchronsprecher/in | Kurzbeschreibung                                                          | Hauptrolle (Staffeln) | Nebenrolle (Staffeln)                                   | Gastrolle (Staffeln) |
| --------------------- | ------------------ | ------------------- | ------------------------------------------------------------------------- | --------------------- | ------------------------------------------------------- | -------------------- |
| Detective Sonya Cross | Diane Kruger       | Stephanie Kellner   | ein Mitglied des El Paso Police Departments, die das Asperger-Syndrom hat | 1.01–2.13             |                                                         |                      |
| Detective Marco Ruiz  | Demián Bichir      | Carlos Lobo         | ein Mitglied der Mordkommission des mexikanischen Bundesstaates Chihuahua | 1.01–2.13             |                                                         |                      |
| Charlotte Millright   | Annabeth Gish      | Gundi Eberhard      | die Witwe eines reichen Ranchbesitzers im Grenzgebiet                     | 1.01–2.13             |                                                         |                      |
| Steven Linder         | Thomas M. Wright   | Peter Lontzek       | ein Bewohner des Grenzgebiets                                             | 1.01–2.13             |                                                         |                      |
| Lieutenant Hank Wade  | Ted Levine         | Ronald Nitschke     | Sonya Cross’ Vorgesetzter                                                 | 1.01–2.13             |                                                         |                      |
| Daniel Frye           | Matthew Lillard    | Jaron Löwenberg     | ein Zeitungsreporter                                                      | 1.01–1.08, 1.10–2.13  |                                                         |                      |
| Adriana Mendez        | Emily Rios         | Christin Quander    | junge Journalistin unter Frye                                             |                       | 1.01–1.04, 1.06–1.08, 1.10–2.13                         |                      |
| Detective Tim Cooper  | Johnny Dowers      | Michael Deffert     | Polizist im Revier von Cross/Wade                                         |                       | 1.01–1.11, 1.13–2.04, 2.05–2.11, 2.13                   |                      |
| Fausto Galvan         | Ramón Franco       |                     | Kartelloberhaupt in Mexiko                                                |                       | 1.01–1.05, 1.07, 1.09, 1.13, 2.03, 2.05–2.10, 2.12–2.13 |                      |
| Cesar                 | Alejandro Patiño   | Abelardo Decamilli  | Vorarbeiter auf Charlottes Ranch                                          |                       | 1.01–2.13                                               |                      |
| Capitan Robles        | Juan Carlos Cantu  |                     | Marco Ruiz’ Vorgesetzter                                                  |                       | 1.01–1.02, 1.08–1.09, 1.12–2.03, 2.05–2.09, 2.11–2.13   |                      |
| Eleanor Nacht         | Franka Potente     | Claudia Gáldy       |                                                                           |                       | 2.01–2.05, 2.07–2.13                                    |                      |
| Obregon               | Daniel Edward Mora | Manolo Palma        | Leibwächter von Ramón Franco                                              |                       | 1.04–1.07, 1.12–1.13, 2.03–2.05, 2.07–2.13              |                      |
| Eva Guerra            | Stephanie Sigman   | Zoraya López        | Ex-Freundin von Hector, gerettet von Linder                               |                       |                                                         |                      |

## Ausstrahlung

### Vereinigte Staaten
Die Ausstrahlung der Serie begann am 10. Juli 2013 beim Kabelsender FX. Die Pilotfolge wurde von knapp über drei Millionen Zuschauern verfolgt und erreichte ein Zielgruppen-Rating von 0,9. Am 24. September 2013 wurde die Serie um eine zweite Staffel mit 13 Episoden verlängert, deren Premiere am 9. Juli 2014 stattfand.
Im Oktober 2014 stellte FX die Serie nach zwei Staffeln auf Grund schlechter Quoten ein.

### Deutschland
Nachdem sich die Fox International Channels im Februar 2013 die weltweiten Rechte an der Ausstrahlung gesichert hatten, wurde eine Ausstrahlung beim deutschsprachigen Ableger zeitnah an die US-Weltpremiere angekündigt. So begann die deutschsprachige Erstausstrahlung der ersten Staffel schließlich am 18. Juli 2013. Die zweite Staffel wurde ab dem 10. Juli 2014 ausgestrahlt.

## Episodenliste

### Staffel 1
| Nr. (ges.) | Nr. (St.) | Deutscher Titel             | Originaltitel               | Erstausstrahlung USA | Deutschsprachige Erstausstrahlung (D) | Regie                 | Drehbuch                        | Zuschauer (USA) |
| ---------- | --------- | --------------------------- | --------------------------- | -------------------- | ------------------------------------- | --------------------- | ------------------------------- | --------------- |
| 1          | 1         | Mörderische Grenze          | Pilot                       | 10. Juli 2013        | 18. Juli 2013                         | Gerardo Naranjo       | Meredith Stiehm & Elwood Reid   | 3,04 Mio.       |
| 2          | 2         | Der Tunnel                  | Calaca                      | 17. Juli 2013        | 25. Juli 2013                         | Sergio Mimica-Gezzan  | Elwood Reid                     | 1,74 Mio.       |
| 3          | 3         | Kaltblütig                  | Rio                         | 24. Juli 2013        | 1. Aug. 2013                          | Charlotte Sieling     | Meredith Stiehm                 | 1,78 Mio.       |
| 4          | 4         | Gegen die Zeit              | Maria of the Desert         | 31. Juli 2013        | 8. Aug. 2013                          | Bill Johnson          | Chris Gerolmo                   | 1,75 Mio.       |
| 5          | 5         | Die Bestie                  | The Beast                   | 7. Aug. 2013         | 15. Aug. 2013                         | Gwyneth Horder-Payton | Esta Spalding                   | 1,92 Mio.       |
| 6          | 6         | Spurlos                     | ID                          | 14. Aug. 2013        | 22. Aug. 2013                         | Alex Zakrzewski       | Dario Scardapane                | 1,63 Mio.       |
| 7          | 7         | Schicksal                   | Destino                     | 21. Aug. 2013        | 29. Aug. 2013                         | Chris Fisher          | Patrick Somerville              | 1,66 Mio.       |
| 8          | 8         | Rache                       | Vendetta                    | 28. Aug. 2013        | 5. Sep. 2013                          | Norberto Barba        | Fernanda Coppel                 | 1,77 Mio.       |
| 9          | 9         | Die Falle                   | The Beetle                  | 4. Sep. 2013         | 12. Sep. 2013                         | Keith Gordon          | Elwood Reid                     | 1,65 Mio.       |
| 10         | 10        | Alte Freunde                | Old Friends                 | 11. Sep. 2013        | 19. Sep. 2013                         | Alex Zakrzewski       | Patrick Somerville              | 1,80 Mio.       |
| 11         | 11        | Entscheidung auf der Brücke | Take the Ride, Pay the Toll | 18. Sep. 2013        | 26. Sep. 2013                         | John Dahl             | Dario Scardapane                | 1,50 Mio.       |
| 12         | 12        | Die Auserwählte             | All About Eva               | 25. Sep. 2013        | 3. Okt. 2013                          | SJ Clarkson           | Esta Spalding & Fernanda Coppel | 1,34 Mio.       |
| 13         | 13        | Auge um Auge                | The Crazy Place             | 2. Okt. 2013         | 10. Okt. 2013                         | Gwyneth Horder-Payton | Elwood Reid & Dario Scardapane  | 1,43 Mio.       |

### Staffel 2
| Nr. (ges.) | Nr. (St.) | Deutscher Titel             | Originaltitel    | Erstausstrahlung USA | Deutschsprachige Erstausstrahlung (D) | Regie             | Drehbuch                                    | Zuschauer (USA) |
| ---------- | --------- | --------------------------- | ---------------- | -------------------- | ------------------------------------- | ----------------- | ------------------------------------------- | --------------- |
| 14         | 1         | Yankee                      | Yankee           | 9. Juli 2014         | 10. Juli 2014                         | Keith Gordon      | Elwood Reid                                 | 1,50 Mio.       |
| 15         | 2         | Jagd auf ein Phantom        | Ghost of a Flea  | 16. Juli 2014        | 17. Juli 2014                         | Daniel Sackheim   | Damien Cave & Elwood Reid Idee: Elwood Reid | 1,18 Mio.       |
| 16         | 3         | Der Flug der Schmetterlinge | Sorrowsworn      | 23. Juli 2014        | 24. Juli 2014                         | Stefan Schwartz   | Dario Scardapane                            | 1,29 Mio.       |
| 17         | 4         | Auf offener Straße          | The Acorn        | 30. Juli 2014        | 31. Juli 2014                         | Colin Bucksey     | Patrick Somerville                          | 1,13 Mio.       |
| 18         | 5         | Vergeltung                  | Eye of the Deep  | 6. Aug. 2014         | 7. Aug. 2014                          | Alex Zakrzewski   | Mauricio Katz                               | 0,93 Mio.       |
| 19         | 6         | Das Komplott                | Harvest of Souls | 13. Aug. 2014        | 14. Aug. 2014                         | Guy Ferland       | Evan Wright                                 | 0,82 Mio.       |
| 20         | 7         | Gnadenlos                   | Lamia            | 20. Aug. 2014        | 21. Aug. 2014                         | Adam Arkin        | Dre Alvarez & Anna Fishko                   | 0,94 Mio.       |
| 21         | 8         | Aus und vorbei              | Goliath          | 27. Aug. 2014        | 28. Aug. 2014                         | Jakob Verbruggen  | Elwood Reid & Dario Scardapane              | 0,95 Mio.       |
| 22         | 9         | Killerkommando              | Rakshasa         | 3. Sep. 2014         | 4. Sep. 2014                          | Guillermo Navarro | Marisha Mukerjee                            | 1,19 Mio.       |
| 23         | 10        | Blutspur                    | Eidolon          | 10. Sep. 2014        | 11. Sep. 2014                         | Colin Bucksey     | Patrick Somerville                          | 1,28 Mio.       |
| 24         | 11        | Das Verhör                  | Beholder         | 17. Sep. 2014        | 18. Sep. 2014                         | John Dahl         | Mauricio Katz & Evan Wright                 | 1,22 Mio.       |
| 25         | 12        | Tanz auf dem Vulkan         | Quetzalcoatl     | 24. Sep. 2014        | 25. Sep. 2014                         | Jakob Verbruggen  | Dario Scardapane & Adam Gaines              | 1,03 Mio.       |
| 26         | 13        | Jagdfieber                  | Jubilex          | 1. Okt. 2014         | 2. Okt. 2014                          | John Dahl         | Elwood Reid                                 | 1,03 Mio.       |

## Rezeption
Bei den Critics’ Choice Television Awards 2013 wurde die Serie neben fünf weiteren Serien in der Kategorie Vielversprechendste neue Serie ausgezeichnet.